# フォード・サンダーバード
サンダーバード（Thunderbird）は、アメリカのフォードで製造された高級志向のスペシャリティー・カーである。愛称は“T-Bird（ティー・バード）”。

## 初代(1955-1957、クラシック・バーズ、リトル・バーズ）

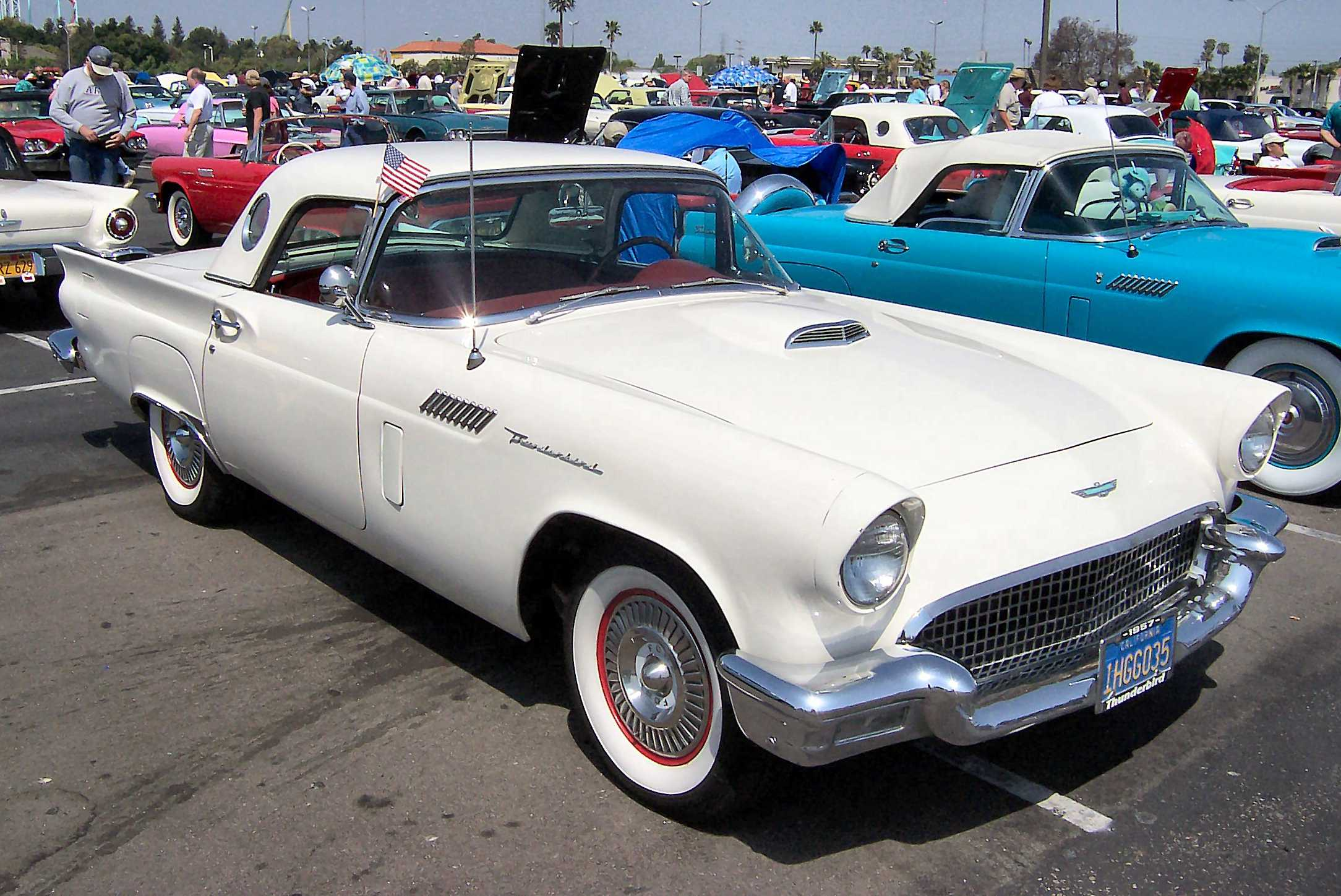
第1世代

第1世代は、1954年のデトロイト自動車ショーに登場し、1955年の初年で目標10,000台に対し、16,000台以上を販売した。この車は標準で取り外し可能な、グラスファイバー製のハードトップを装備していた。ファブリック製のコンバーチブルはオプション設定であった。エンジンはサンダーバード292V8で、排気口を2ピースのリア・バンパーの間に取り回していた。1956年モデルは、スペア・タイヤが車外（トランク外側）に取り付けられ、トランクスペースが拡大した。また、排気口はバンパー・エンドに位置が変更された。また、車内の換気向上のため、前輪の後ろに通気口が設けられた。また、後部の視認性向上のため、ハードトップに「ポートホール」と呼ばれる窓が無償で設定された。また、この年、サンダーバード312スペシャルV8がオプション設定され、販売も1万5千台を上回った。1957年は、過激なスタイリングに一新された。フロントバンパーの形状変更、グリル、テイルフィンは延長されて、大型のテール・ライトが装備された。スペア・タイヤは再び車内に収納され、垂直に収納できるように設計が成された。エンジンは292と312が用意されていたが、312には更にチューンが施され、数台のスーパーチャージャー仕様も生産された。この年の販売は2万1千台を越えた。1957年型がフォードとしては最後の2シーターモデルとなり、1982年の小型スポーツカーが販売されるまで、製造されることはなかった。

## 2代目（1958-1960、スクエア・バーズ）

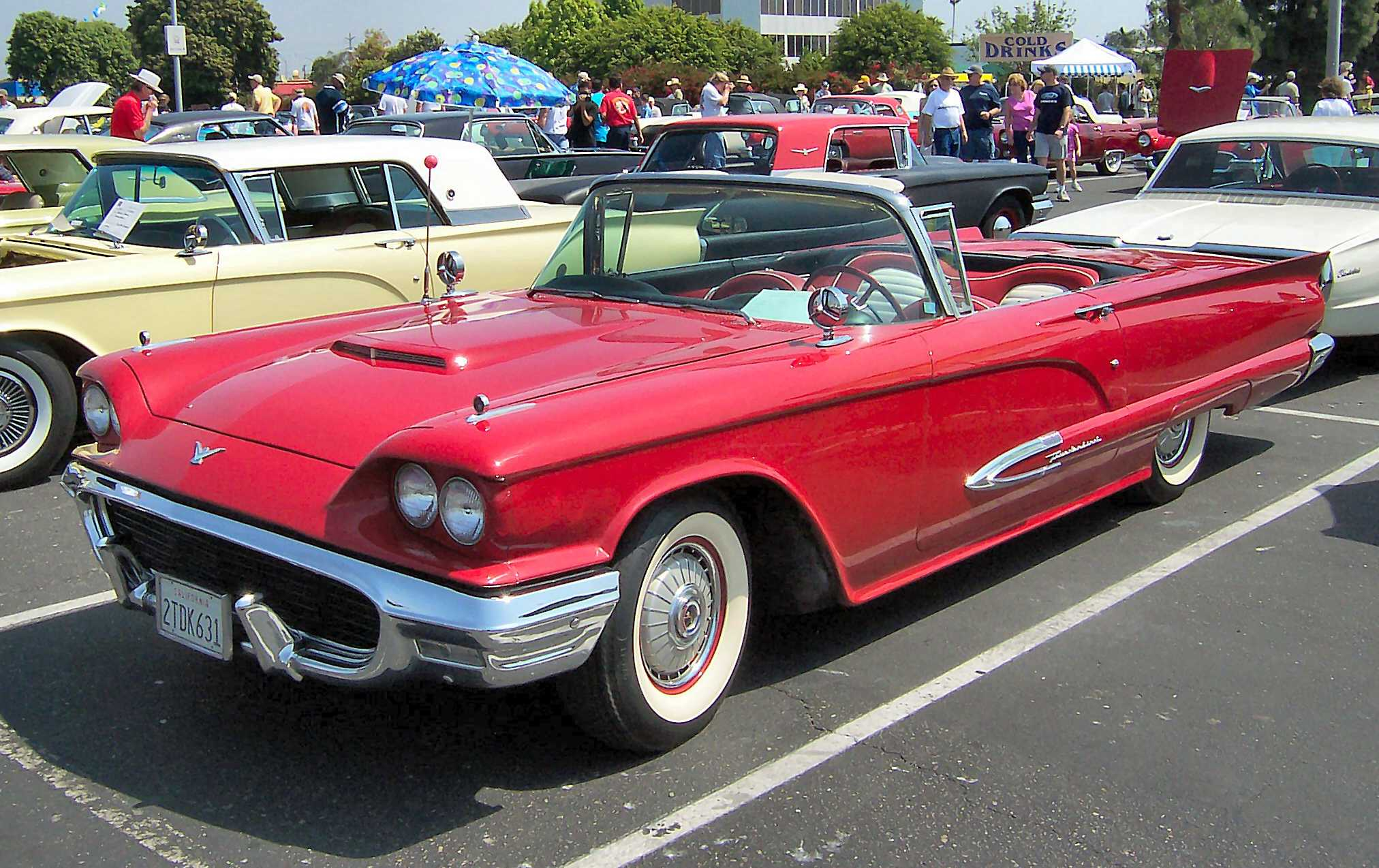
第2世代

第1世代のサンダーバードが成功に終わり、市場拡大に向けて、2シーターの販売に限界があること、ファミリー層に受け入れられなかったことなどを挙げて、更なるマーケット・リサーチが実施された。その結果、1958年モデルを含む第2世代は4シーターでデザインされ、新型サンダーバードは他車との共用可能なシャシーを基本に設計された。その意図は、車内スペースを最大限に取り、それに関連して外装部分をコンパクトにすることであった。また、そのスタイリングには、この世代のニックネームが示すとおり、独自のテーマが設定された。また、当時の他のアメリカ車に比べて9インチも低く、そのためにトランスミッションを収めるスペースを設けるため、前後のシートを分離するほどの最大長のセンター・コンソールが設けられた。エンジンはフォードの新型であるサンダーバード352V8が採用された。サスペンションは前後ともコイル・スプリング式であったが、リアはオプション設定でエア・スプリングに変更可能であった。このサンダーバードは発売年にモーター・トレンド誌のカー・オブ・ザ・イヤーに輝いた。この新機軸は成功を収めた結果、第1世代の倍、3万8千台近くを販売した。1959年モデルに、フォードはフロント、リア、サイドに渡る装飾に変化を加えた。また、当初は革製の内装も選択可能としていた。また、リア・サスペンションはコイル・スプリング式を廃して、ホッチキス・ドライブと呼ばれる板バネ式に変更された。少数ではあったがリンカーンマーキュリー用のマローダーV8 (フォード名サンダーバード430スペシャルV8) が使用されたモデルも存在する。販売は更に倍加し、約1万台のコンバーチブルを含め、6万7千台以上が販売された。その宣伝が主に女性にターゲットを絞って行われた結果であった。

## 3代目（1961-1963、ビュレット・バーズ）

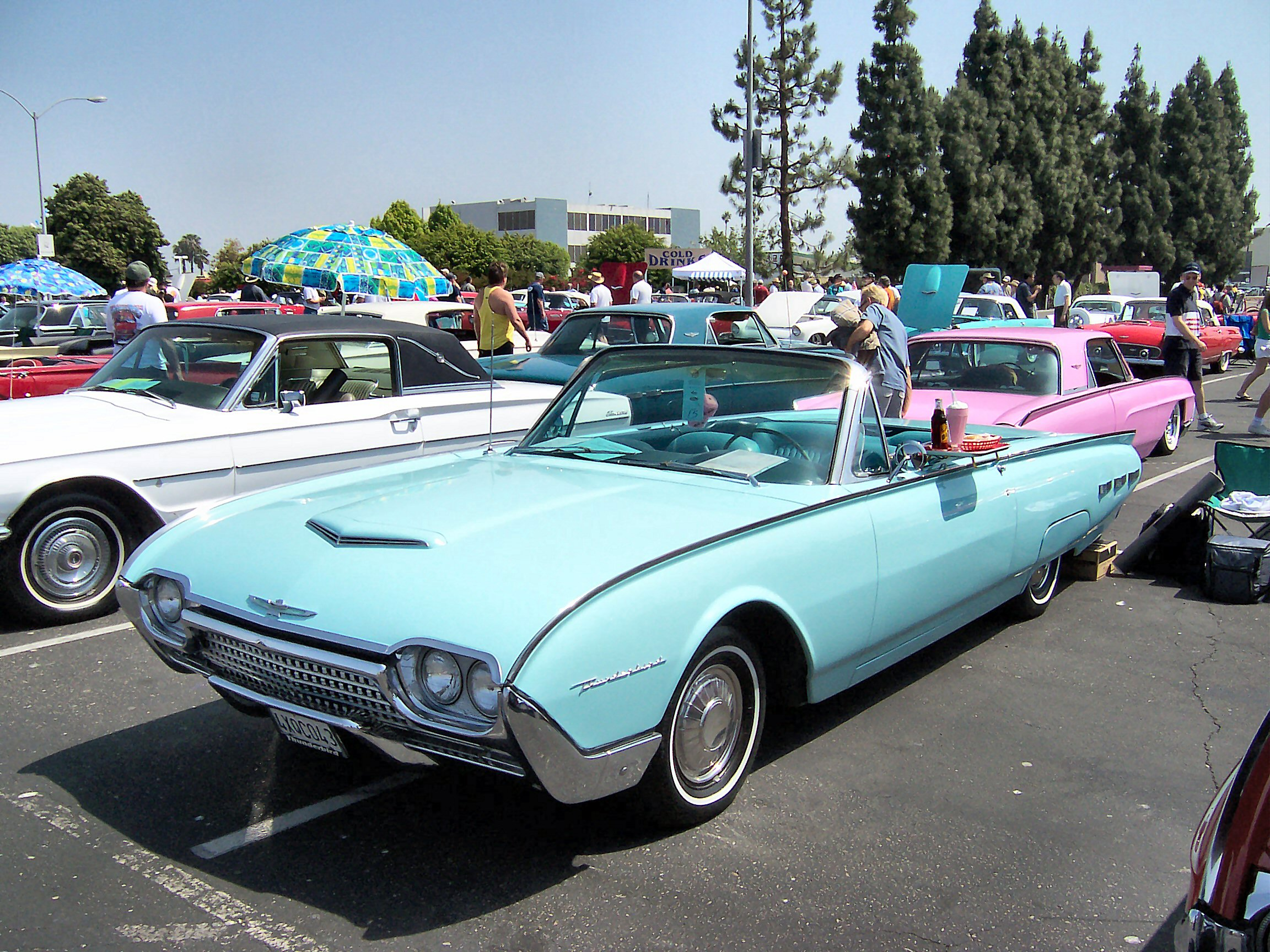
第3世代

1961年モデルは一層流線型のスタイリングをもって登場した。販売は底堅く、10,000台を超えるコンバーチブルを含め、73,000台以上を販売した。新型のサンダーバード390V8エンジンだけが搭載された。この年、サンダーバードはインディアナポリス500のペースカーとなり、ジョン・F・ケネディ大統領就任パレードにも登場した。1962年も販売は好調で78,000台を越えるセールスを記録、スポーツ・ロードスターも登場した。このモデルはリア・シートを覆うトノー・カバーが附属し、事実上は2シーターで、エルビス・プレスリーも所有していた。ランドー・モデルも販売され、ビニール製の屋根にS型のバーが飾られた。このデザインは有名となり、続く20年に渡って使われた。1963年は、販売を63,000台まで落とし、ランドー・モデルはハードトップに次ぐ位置づけとなった。また、特別限定車で「プリンシパリティ・オブ・モナコ」と呼ばれるモデルが登場、2,000台のみが販売された。革張りの内装にローズ・カラーのルーフなどが特徴である。

## 4代目（1964-1966、フレアー・バーズ）

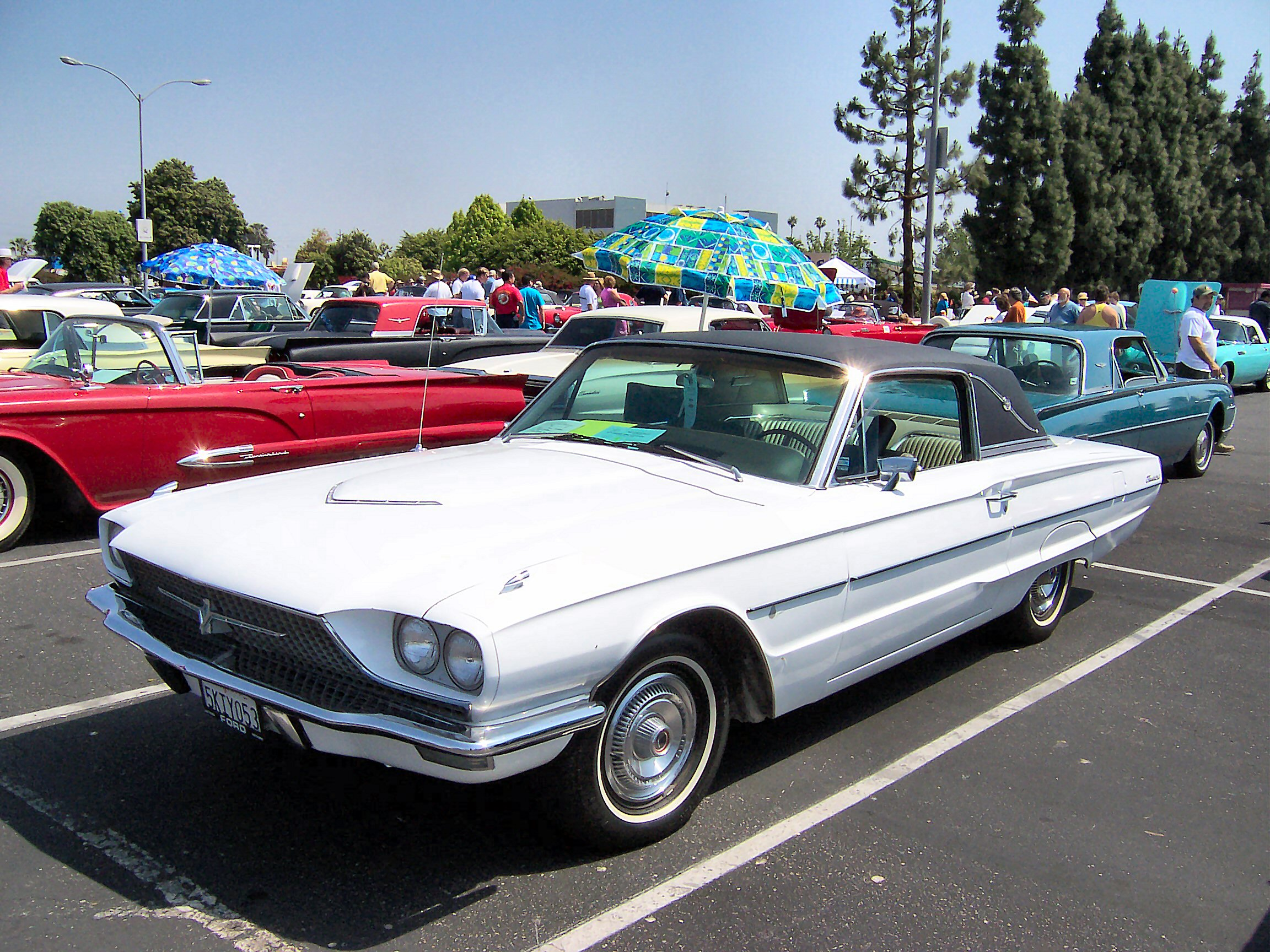
第4世代

1964年、サンダーバードはフラットデッキスタイルとなり、フォーマルな外観に生まれ変わり、スポーティなイメージは幻想となった。標準のサンダーバード390V8エンジンにより最高速度は200km/hに届いた。また、柔らかなサスペンションが相当なボディの傾斜とじゃじゃ馬な動きを支え、更に輸出仕様のサスペンションも設定された。スポーツ・ロードスターもまだ設定されており、この年のセールスは92,000台を超えた。1965年フロント・ディスク・ブレーキが標準採用され、ターン・シグナルが追加された。後期の特徴は、個性的な幅広で水平にレイアウトされ、内側がら外側に向けて順次変わるインジケーターのテール・ライトである。1966年モデルは、より大きなサンダーバード428V8エンジンを搭載したオプションモデルが登場した。新しいハードトップ・モデルが設定され、よりフォーマルな外観のルーフが装備された。ランドー・モデルは、タウン・ランドーに改められ、この年、他のモデルの中では最高のセールスを記録した。また、1963年から1965年の間、特別オーダーでサンダーバード427ハイパフォーマンスV8を搭載することが可能であった。

## 5代目（1967-1971、グラマー・バーズ）

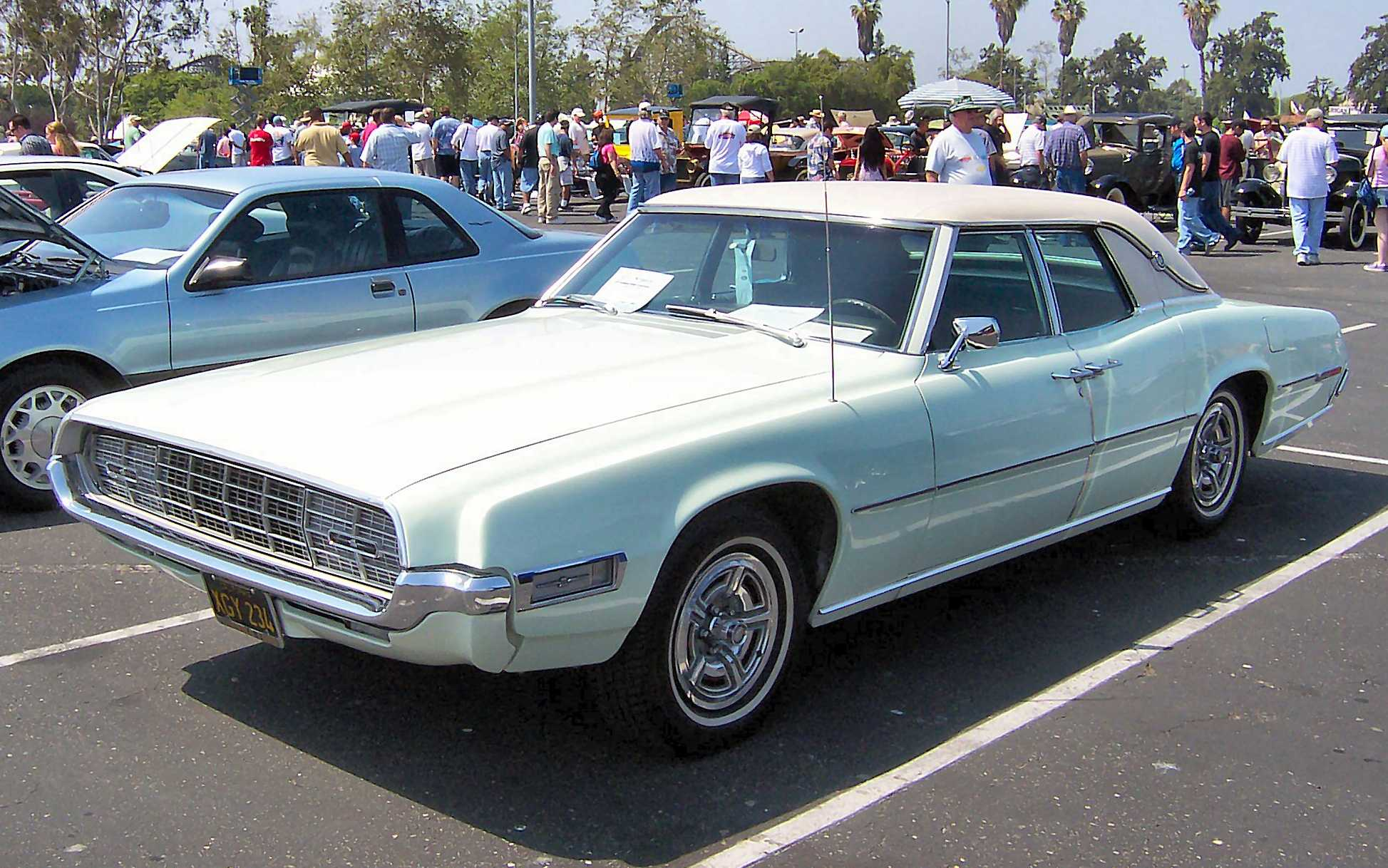
第5世代

基本コンセプトは先代を踏襲したが、後に2度の変更が加えられた。また、1964年のフォード・マスタングの登場によって、市場価値に変化を見せた。それは、サンダーバードは小型2ドア、4シーターのスポーティな車のイメージであるが、実質上は安っぽいというものである。このため販売にも苦慮し、フォードはサンダーバードを高級車市場に格上げしようと反応した。1967年モデルはより大型になり、リンカーンに似た豪華なパーソナル・カーに位置づけた。サンダーバードの共用ボディの思想は、この大型化によって専用フレームの開発に繋がった。コンバーチブルの販売は次第に減少し、代わって観音開きの4ドアモデルが登場し、1971年まで販売されたが、芳しいセールスは得られなかった。 1967年、スタイリングが発売時に比べ過激に変更された。この後の5年は、過激なスタイリングがフォードの主流となり、サンダーバードも大口を開けた魚のようなフロント・グリルと一体となって、普段は隠れているヘッドライトは、近未来的なデザインで、ビア樽のようなボディ・サイドは、この頃、人気があった飛行機の胴体を思わせるものであった。1968年、サンダーバードの4ドアボディをリンカーン・コンチネンタル・マークIIIと共用することになり、この時から1990年代までこの関係は継続した。1970年、1967年-1969年モデルと、プラットフォームと多くの部品を共用しながら、サンダーバードは大規模にデザイン変更を受けた。その最大の特徴は前部の鷲のクチバシ状のデザインである。クーペとスポーツ・バックが販売され、1970年-1971年はボンネットから突き出たクチバシにかけて、目だって角ばったラインを構成していた。この2年間、サンダーバードは、動物的な外観が特徴的であった。このことから、この2年間のモデルは特に「バンキー・ビーク・バード」と呼ばれている。

## 6代目（1972-1976、ビッグ・バーズ）
巨大で重い429立方インチ4V V8と460立方インチ4V V8を搭載し、その重量は2,250kgもあり、歴代最大となった。しかしその巨大さと燃費の悪さは最悪で、1973年、折りしもオイルショックのあおりを受け、自動車は小型化と高い経済性が求められるようになった。

## 7代目（1977-1979、トリノ・バーズ）
その通称通りに小型のフォード・トリノのシャシーを流用して登場した。これにより先代よりも車重は約400kg軽減、全長は254mm短縮された。角張ってよりシャープなスタイリングとなったデザインはこの世代のサンダーバードの特徴であり、エンジンも重い大型V8が小型V8に置き換えられたが、車重が軽くなったため問題はなかった。また価格が下げられたこともあって良好な販売を見せた。

## 8代目（1980-1982、ボックス・バーズ）
1980年に登場した。フォードの新世代コンパクトであるフォード・フェアモントなどと同じくFOXプラットフォームを採用した結果先代よりさらに小型化され、見栄えの良いセダンのようなデザインになった。先代と比較し363kgの重量軽減と全長432mmの短縮が図られ、初年度こそ150,000台を売ったものの、翌年以降は販売台数が大幅に落ち込んだ。エンジンは4気筒エンジンを主体として、オプションで3.8LV6、4.2リッター、5.0リッター各エンジンを用意していた。このサンダーバードは、独自的なデザインで、垂直のラインと角ばったラインで構成した正にボックスのデザインであった。またマーカーランプと一体化されたデザインのコンシールド・ヘッドライトを採用している。パワー不足であったが、車の流れに乗せて走るには充分であった。

## 9代目（1983-1988、エアロ・バーズ）
1983年モデルは大きく進化し、エアロダイナミックのボディとターボ・クーペの発売もあって、サンダーバードはスポーティな車にイメージ・チェンジを果たした。FOXプラットフォームをベースに開発され、ヘリテージとターボ・クーペが用意された。ターボ・クーペが上位モデルで、140立方インチ(2.3L)のターボチャージャー付き4気筒エンジンが搭載された。1985年、30周年記念モデルが発売、同時にエラン・モデルと呼ばれる最上級モデルも登場した。1986年、フォードはMN-12プロジェクト（Mid-Size North American Project 12 ）に全力を傾けており、BMW6シリーズに打ち勝つには、エアロ・バーズとして成功したサンダーバードを更に大規模に変えていく必要性を感じていた。エランは5.0リッター搭載のLXモデルとスポーツ・モデルに置き換えられた。また、ターボ・クーペは1987年のカー・オブ・ザ・イヤーに選ばれた。1988年は、マイナー・チェンジが行われたのみであったが、1989年、ターボ・クーペは3.8Lスーパーチャージャー付きV6エンジンを搭載したスーパー・クーペに置き換えられた。

## 10代目（1989-1997、スーパー・バーズ）
1989年に登場。MN-12に基づいて、4輪独立懸架が採用され、よりエアロダイナミクスが高められた。V8モデルとV6(3.8L,OHV)のLXモデルのみの設定となったが、この年、再びカー・オブ・ザ・イヤーを獲得した。しかし、この車は先代に比べて高価になるなど、コスト管理と生産効率が悪く失策であると評された。1994年、サンダーバードは、内外装に変更が加えられたが、最大の変化は新たなSOHCのV8(4.6L)エンジンの搭載であり、同時にEEC-Vと呼ばれる電子コントロール・システムが一新された。スーパー・クーペは、スーパーチャージャーの大型化や圧縮比の増加などの改良が施され、まだ存続していたが、1995年に製造が中止された。1996年、サンダーバードは最後の外観の変更を受ける。ヘッドライトとテール・ライトが新たにデザインされ、よりスムーズな外観となり、ホイールも一新された。また、4.6Lエンジンを収めるために僅かにボンネット・バルジが設けられた。また、1997年には、サンルーフ、パワー・シート、キーレス・エントリーとCDプレーヤーがオプションとして追加された。更にこの年、DOHCのV8(4.6L)エンジンを搭載し、ブレーキ、ホイールともにハイパフォーマンスなモデルが試験的に開発されたが、実現には至らなかった。

## 11代目（2002-2005、レトロ・バーズ）
2002年に登場。リンカーン・LSと共通のDEWプラットフォームを採用している。当時トレンドになりつつあったレトロスタイルに回帰し、初代モデルをモダンにモディファイしたデザインとなった。ボディは2シーターコンバーチブルで、取り外し可能なハードトップも設定。
発売当初は高い人気のあまり供給が追いつかず、ディーラーが新車価格を値上げする事態まで起きていた。マイナーチェンジはボディカラーの追加とそれに合わせた内装色の追加に留まり、レトロなスタイリングはモデルライフを通じて不変だった。しかし発売当初の人気は長続きせず、2005年に生産を終了。後継車はなく、延べ50年にわたるサンダーバードの歴史に幕を下ろす事となった。